# Erebus felderi
Erebus felderi là một loài bướm đêm trong họ Erebidae.